# Thyge Thygesen
Thyge Thygesen   (Copenhaguen, 13 de març de 1904 - Copenhaguen, 17 de gener de 1972), de nom complet Niels Thyge Baunsgaard Thygesen, va ser un cantant d'òpera danès, en la tessitura de tenor. Era anunciat sovint als teatres com a Tyge Tygensen.

## Biografia
Va debutar el 1933 al Teatre Reial de Dinamarca (Copenhaguen) com a Lorenzo a Fra Diavolo de Daniel Auber. Fins a 1958, va ser el tenor principal del teatre en papers com ara Don José de Carmen de Georges Bizet, Walther de Die Meistersinger von Nürnberg de Richard Wagner i Gustav III al Un ballo in maschera de Giuseppe Verdi.
Va aparèixer també als escenaris d'òpera de Buenos Aires, París, Vichèi (Vichy), Milà i Barcelona, entre altres ciutats. Al Teatro Colón de Buenos Aires va participar el 29 de juliol de 1949 en l'estrena al teatre de l'òpera Iphigénie en Aulide, de Christoph Willibald Gluck, amb Víctor Damiani (baríton), Hélène Bouvier (mezzosoprano) i Delia Rigal (soprano), entre d'altres, sota la direcció d'Héctor Panizza.
Al Teatro della Pergola de Florència va participar el 9 de juny de 1951, en el XIV Maggio Musicale Fiorentino, en l'estrena absoluta en escenaris de l'òpera Orfeu i Eurídice (L'anima del filosofo) de Franz Joseph Haydn. En aquella ocasió va fer el paper d'Orfeu amb la soprano estatunidenca d'origen grec Maria Callas fent el paper d'Euridice i Boris Christoff com a Creonte, tots sota la direcció d'Erich Kleiber.
Al Gran Teatre del Liceu de Barcelona va actuar en les temporades 1948-1949 i 1950-1951. Va participar en les òperes Lohengrin, Der Freischütz i Die Meistersinger von Nürnberg.
Va ser nomenat Cantant de Cambra Reial el 1946, Cavaller de l'Orde de la Dannebrog el 1948 i Cavaller de primer grau el 1955. Es va casar amb la cantant d'òpera Margherita Flor i van ser pares de l'actriu Marianne Flor. Va ser enterrat al cementiri de Søllerød.